# Phúc Yên
Phúc Yên là một thành phố cũ trực thuộc tỉnh Vĩnh Phúc, Việt Nam.
Thành phố Phúc Yên là đô thị cửa ngõ của tỉnh Vĩnh Phúc, là một trong những đô thị vệ tinh của Vùng thủ đô Hà Nội; là trung tâm du lịch, nghỉ dưỡng, thể dục thể thao và đào tạo, là trung tâm kinh tế công nghiệp - dịch vụ, trung tâm khoa học kỹ thuật và công nghệ, giữ vị trí chiến lược quan trọng về phát triển công nghiệp và thương mại - du lịch của tỉnh Vĩnh Phúc, góp phần kết nối giao lưu phát triển kinh tế với vùng thủ đô Hà Nội.

## Địa lý
Thành phố Phúc Yên nằm ở phía đông nam tỉnh Vĩnh Phúc, phía bắc Thủ đô Hà Nội, cách trung tâm thủ đô 30 km, cách thành phố Vĩnh Yên 15 km và cách sân bay quốc tế Nội Bài 5 km. Phúc Yên có chiều dài theo trục Bắc - Nam là 24 km, từ phường Hùng Vương đến đèo Nhe, xã Ngọc Thanh giáp với tỉnh Thái Nguyên.
Thành phố Phúc Yên có vị trí địa lý: 
- Phía đông giáp huyện Sóc Sơn, thành phố Hà Nội
- Phía tây giáp huyện Bình Xuyên
- Phía nam giáp huyện Mê Linh, thành phố Hà Nội
- Phía bắc giáp thành phố Phổ Yên, tỉnh Thái Nguyên.

Thành phố Phúc Yên có hệ thống giao thông đa dạng: đường bộ có các tuyến Quốc lộ 2, Quốc lộ 23, đường xuyên Á Hà Nội - Lào Cai đi qua; có đường sắt Hà Nội - Lào Cai, giáp cảng hàng không quốc tế Nội Bài, tạo điều kiện cho Phúc Yên tiềm lực, lợi thế để mở rộng thị trường, thu hút đầu tư, giao lưu kinh tế, văn hoá. Thành phố Phúc Yên nằm ở phía Đông Nam tỉnh Vĩnh Phúc, phía Đông Bắc của Thủ đô Hà Nội, cách trung tâm thủ đô 30 Km. Thành phố Phúc Yên có chiều dài theo trục Bắc - Nam 24 km, từ phường Hùng Vương đến đèo Nhe, xã Ngọc Thanh giáp với tỉnh Thái Nguyên.
Thành phố Phúc Yên là một đô thị lớn của tỉnh Vĩnh Phúc, đạt tiêu chuẩn đô thị loại III vào năm 2013 và cơ bản đạt các tiêu chí đô thị loại II vào năm 2025, là trung tâm công nghiệp, thương nghiệp, du lịch và dịch vụ tổng hợp của tỉnh, đồng thời còn là một trong những trung tâm của vùng.
Thành phố Phúc Yên còn có hệ thống hạ tầng kỹ thuật, hệ thống cung cấp dịch vụ tương đối hoàn chỉnh.

## Điều kiện tự nhiên

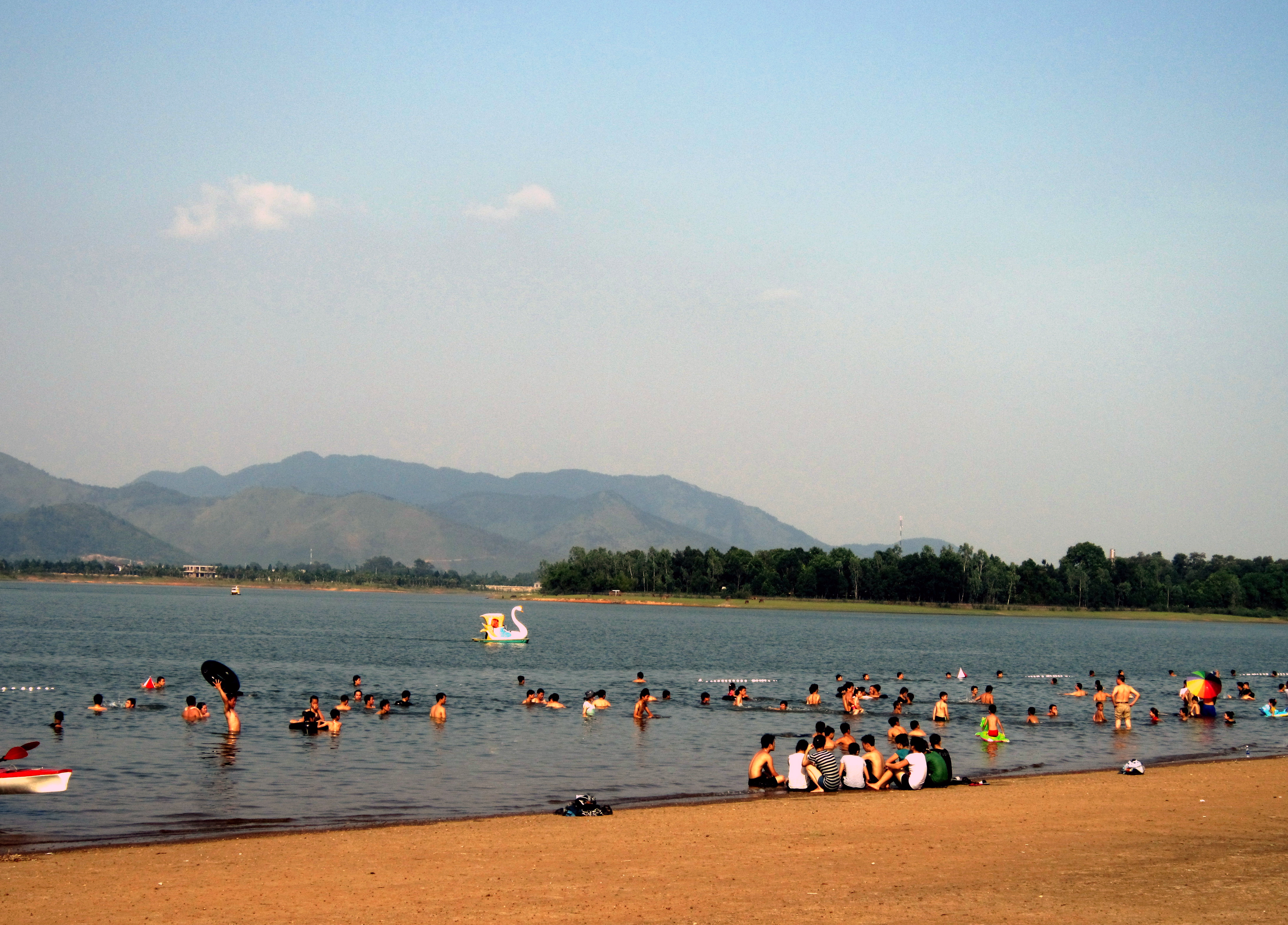
Bãi tắm hồ Đại Lải

### Địa hình
Thành phố Phúc Yên có địa hình đa dạng, tổng diện tích là 12.029,55 ha, chia thành 2 vùng chính là vùng đồi núi bán sơn địa (Ngọc Thanh, Cao Minh, Xuân Hoà, Đồng Xuân), diện tích 9700 ha; vùng đồng bằng gồm các phường: Nam Viêm, Tiền Châu, Phúc Thắng, Hùng Vương, Trưng Trắc, Trưng Nhị, diện tích 2300 ha, có Hồ Đại Lải, Sông Cà Lồ và nhiều đầm hồ khác có thể phát triển các loại hình du lịch.

### Địa chất
Nhìn chung, đất đai của thành phố Phúc Yên không nhiều, không giàu chất dinh dưỡng nhưng lại nằm gần kề thủ đô Hà Nội cho nên tài nguyên đất của thành phố đã trở thành tài nguyên có giá trị kinh tế cao.
Tài nguyên khoáng sản quý hiếm của thành phố hầu như không có gì ngoài  đá granit, nước mặt và nước ngầm phong phú đáp ứng nhu cầu phát triển trong tương lai.

### Khí hậu, thủy văn
Thành phố Phúc Yên nằm trong vùng khí hậu nhiệt đới gió mùa, nhiệt độ bình quân năm là 23 °C, có nét đặc trưng nóng ẩm, mưa nhiều về mùa hè, hanh khô và lạnh kéo dài về mùa đông. Khí hậu tương đối thuận lợi cho phát triển nông nghiệp đa dạng.
Nhiệt độ không khí có các đặc  trưng sau:
Cực đại trung bình năm là 20,5 °C
Cực đại tuyệt đối 41,6 °C
Cực tiểu tuyệt đối 3,1 °C
Độ ẩm không khí tương đối trung bình năm là 83%, độ ẩm cực tiểu tuyệt đối là 16%.
Hướng gió chủ đạo về mùa đông là Đông – Bắc, về mùa hè là Đông – Nam, vận tốc gió trung bình năm là 2,4 m/s. Vận tốc gió cực đại có thể xảy ra theo chu kỳ thời gian 5 năm là 25 m/s; 10 năm là 32 m/s, 20 năm là 32 m/s.

## Hành chính
Thành phố Phúc Yên có 10 đơn vị hành chính cấp xã trực thuộc, bao gồm 7 phường: Đồng Xuân, Hai Bà Trưng, Hùng Vương, Nam Viêm, Phúc Thắng, Tiền Châu, Xuân Hòa và 2 xã: Cao Minh, Ngọc Thanh.

## Dân số
Thành phố Phúc Yên có 82.730 người (1/1/2004), mật độ dân số trung bình là 700 người/km².
Năm 2008 là 104.092 người, mật độ dân số là 870 ng/km².
Năm 2018 là 155.500 người (bao gồm cả quy đổi), mật độ dân số là 1260 ng/km².
Tốc độ tăng dân số tự nhiên của thành phố so với cùng kỳ năm trước đạt khoảng 1,93%. Dân số của thành phố trong những năm qua có xu hướng tăng nhanh ở khu vực thành thị và tăng không nhiều ở nông thôn. Tỷ lệ phát triển dân số tự nhiên so với cùng kỳ năm trước đạt khoảng 1,9%.

## Lịch sử
Phúc Yên được thành lập ngày 31 tháng 10 năm 1905, là tỉnh lỵ tỉnh Phúc Yên. Trong kháng chiến chống Pháp, chuyển thành thị trấn rồi được tái lập thành thị xã ngày 1 tháng 2 năm 1955.
Ngày 26 tháng 6 năm 1976, một lần nữa Phúc Yên chuyển thành thị trấn thuộc huyện Yên Lãng, tỉnh Vĩnh Phú. Khi huyện Yên Lãng hợp nhất với huyện Bình Xuyên thành huyện Mê Linh thì thị trấn Phúc Yên trở thành huyện lỵ của huyện Mê Linh.
Từ năm 1978 đến năm 1991 thị trấn Phúc Yên cùng với huyện Mê Linh chuyển về Hà Nội. Sau đó thị trấn Phúc Yên lại trở về tỉnh Vĩnh Phú, rồi thuộc tỉnh Vĩnh Phúc (từ năm 1996).
153/NĐ-CP ngày 9 tháng 12 năm 2003 , Chính phủ ban hành nghị quyết số 153/NĐ-CP. Theo đó:
Tái lập thị xã Phúc Yên trên cơ sở tách 2 thị trấn Phúc Yên, Xuân Hòa và 5 xã: Ngọc Thanh, Cao Minh, Nam Viêm, Phúc Thắng, Tiền Châu thuộc huyện Mê Linh
Thành lập 4 phường: Hùng Vương, Phúc Thắng, Trưng Trắc, Trưng Nhị trên cơ sở giải thể thị trấn Phúc Yên và xã Phúc Thắng
Chuyển thị trấn Xuân Hòa thành phường Xuân Hòa.
Sau khi tái lập, thị xã Phúc Yên gồm 5 phường: Hùng Vương, Phúc Thắng, Trưng Nhị, Trưng Trắc, Xuân Hòa và 4 xã: Cao Minh, Nam Viêm, Ngọc Thanh, Tiền Châu.
Ngày 4 tháng 4 năm 2008, chia phường Xuân Hòa thành 2 phường: Xuân Hòa và Đồng Xuân.
Ngày 21 tháng 1 năm 2013, Bộ Xây dựng ra Quyết định số 93/QĐ-BXD công nhận thị xã Phúc Yên là đô thị loại III thuộc tỉnh Vĩnh Phúc.
Cuối năm 2017, thị xã Phúc Yên bao gồm 6 phường: Đồng Xuân, Hùng Vương, Phúc Thắng, Trưng Nhị, Trưng Trắc, Xuân Hòa và 4 xã: Cao Minh, Nam Viêm, Ngọc Thanh, Tiền Châu.
Ngày 7 tháng 2 năm 2018, Ủy ban Thường vụ Quốc hội ban hành Nghị quyết số 484/NQ-UBTVQH14. Theo đó: 
- Chuyển 2 xã Nam Viêm, Tiền Châu thành 2 phường có tên tương ứng
- Thành lập thành phố Phúc Yên thuộc tỉnh Vĩnh Phúc trên cơ sở toàn bộ diện tích và dân số của thị xã Phúc Yên.

Sau khi thành lập, thành phố Phúc Yên có 8 phường và 2 xã.
Ngày 1 tháng 1 năm 2025, sáp nhập phường Trung Trắc và phường Trưng Nhị thành phường Hai Bà Trưng.
Thành phố Phúc Yên có 7 phường và 2 xã như hiện nay.

## Điều kiện xã hội
Thành phố Phúc Yên có nguồn lao động dồi dào, lao động trong độ tuổi chiếm trên 60% tổng dân số; tỷ lệ lao động phi nông nghiệp chiếm trong tổng cơ cấu không cao.
Thành phố Phúc Yên còn có hệ thống hạ tầng kỹ thuật, hệ thống cung cấp dịch vụ tương đối hoàn chỉnh. Trên địa bàn thành phố có trên 500 cơ quan, doanh nghiệp, các trường Đại học, Cao đẳng, Trung học chuyên nghiệp, dạy nghề của trung ương, của tỉnh, của Hà Nội, là điều kiện thuận lợi để Phúc Yên khai thác các thế mạnh, phát triển kinh tế xã hội.

## Kinh tế
Cơ cấu kinh tế của thành phố Phúc Yên được xác định là: công nghiệp - dịch vụ, du lịch, nông - lâm nghiệp.
Thành phố Phúc Yên có nhiều tiềm năng, lợi thế để thu hút đầu tư phát triển kinh tế xã hội.Kinh tế trên địa bàn luôn đạt mức tăng trưởng cao, 5 năm gần đây bình quân tăng 23,05%/năm, trong đó, công nghiệp tăng 21,78%; dịch vụ tăng 25,57%; nông nghiệp tăng 5,37%/năm. Tốc độ tăng trưởng kinh tế của thành phố luôn cao hơn mức bình quân chung của tỉnh. Cơ cấu kinh tế của thành phố trong những năm vừa qua chuyển biến theo hướng tích cực, có sự chuyển dịch phù hợp với xu thế chung
của toàn tỉnh, tăng tỷ trọng ngành công nghiệp và dịch vụ, giảm dần tỷ trọng ngành nông nghiệp. Năm 2013, Thương mại- Dịch vụ: 7,44%; Công
nghiệp - xây dựng: 92,23%; Nông, lâm nghiệp: 0,51%; Tỷ trọng công nghiệp - xây dựng và thương mại - dịch vụ - du lịch trong cơ cấu kinh tế là 99,51%. Tổng thu ngân sách các thành phần kinh tế trên địa bàn chiếm trên 2/3 tổng thu Ngân sách của tỉnh Vĩnh Phúc. Thành phố Phúc Yên luôn xứng đáng là vùng trọng điểm kinh tế, là đầu tàu kinh tế của Vĩnh Phúc.

## Văn hóa
Trên toàn địa bàn thành phố Phúc Yên, đến nay đã có 18 di tích lịch sử văn hoá đã được xếp hạng. Trong đó có 6 di tích cấp quốc gia gồm: Đền Ngô Miễn (phường Phúc Thắng), Chùa Bảo Sơn (phường Nam Viêm), Đình Khả Do (phường Nam Viêm), Đình Cao Quang (xã Cao Minh), Chiến khu cách mạng Ngọc Thanh (xã Ngọc Thanh), Đình Đạm Xuyên (phường Tiền Châu). 12 di tích cấp tỉnh gồm: Chùa Cấm (chùa Báo Ân) thuộc phường Trưng Nhị, Đình chùa Nam Viêm (phường Nam Viêm),  Đình Thanh Lộc (xã Ngọc Thanh), Đền Đồng Chằm (xã Ngọc Thanh),  Đền Ngọc Mỗ (xã Ngọc Thanh),  Đình Xuân Hoà (xã Cao Minh), Khu lăng mộ Đỗ Nhân Tăng - Trần Công Tước (phường Phúc Thắng), Đền Thiện (phường Phúc Thắng), Đình - chùa Hiển Lễ (xã Cao Minh), Đình Đức Cung (xã Cao Minh), Đình Yên Điềm (xã Cao Minh), Đền Đạm Nội (phường Tiền Châu).
Thành phố Phúc Yên từ lâu đã có nhiều người đỗ đạt khoa bảng, tiêu biểu là tướng công Ngô Miễn (1371-1407). Ông là tiến sĩ xuất thân khoa bảng cuối đời Trần, là người tham gia tích cực trong cuộc sống cách tân dưới triều Hồ Quý Ly, được thăng tới chức Đặc tiến quân sử, vinh tộc đại phu, kiêm xương phủ tổng quản Chi Lăng, thượng thư lệnh, Đồng Bình Chuông quốc trọng sự, ông đã có công to lớn giúp nhân dân địa phương ổn định kinh tế, phát triển sản xuất, tổ chức cho dân di cư, lập ấp, khai khẩn đất hoang vùng bờ biển Sơn Nam (Phủ Thiên Trường) lập nên các xã Xuân Hùng, Xuân Thủy, huyện Xuân Trường, tỉnh Nam Định ngày nay. Khi nhà Minh xâm lược nước ta, Ngô Miễn cùng Vua tôi nhà Hồ, trực tiếp kháng chiến chống giặc Minh. Cuộc kháng chiến thất bại, ông không chịu khuất phục quy hàng đã cùng vợ tuẫn tiễn tại cửa biển Kỳ La (Nghệ An) năm ông 36 tuổi.
Cùng thời với tướng công Ngô Miễn còn có tiến sĩ Nguyễn Tôn Miệt người Phúc Thắng thành phố Phúc Yên. Ông đỗ tiến sĩ năm 1481 và là thành viên của hội tao đàn, tác phẩm của ông để lại đời sau còn có 8 bài thơ chữ Hán trong cuốn sách: "Toàn việt thi lục". Đất Phúc Thắng còn lưu giữ lại nhiều di sản văn hoá vật thể và phi vật thể, điển hình là tấm bia thời Lý Cao Tông niên hiệu Trị Bình Long ứng thứ 5 (1209).

## Giáo dục
Thành phố Phúc Yên là một trong những trung tâm giáo dục lớn của Vĩnh Phúc với một số trường đại học, cao đẳng,....
- Trường Đại học Sư phạm Hà Nội 2
- Cao đẳng Vĩnh Phúc
- Cao đẳng Công nghiệp Phúc Yên
- Cao đẳng Nghề Việt - Xô
- Cao đẳng Công nghệ và Kinh tế Hà Nội (cơ sở 2)
- Trung cấp Nghề kỹ thuật xây dựng và nghiệp vụ
- Đại học Kiến trúc Hà Nội (cơ sở 2 tại Xuân Hòa)
- Trung cấp Kỹ thuật cơ điện
- Trung tâm Dạy nghề

Trên địa bàn thành phố có 4 trường Trung học phổ thông. Trong đó Trường Trung học phổ thông Hai Bà Trưng luôn lọt Top 100 trường Trung học phổ thông có kết quả thi đại học tốt nhất cả nước trong suốt nhiều năm, là cơ sở giáo dục có chất lượng đi đầu thành phố.
- Trường Trung học phổ thông Hai Bà Trưng
- Trường Trung học phổ thông Bến Tre
- Trường Trung học phổ thông Xuân Hòa
- Trường Trung học phổ thông Dân tộc nội trú Phúc Yên

## Y tế
Các cơ sở y tế trên địa bàn có bệnh viện 74 TƯ (1.000 giường), BV đa khoa khu vực Phúc Yên (400 giường), Bệnh viện Giao thông vận tải, BV đa khoa TP (70 giường), Trung tâm Y tế thành phố, phòng khám Phúc Thắng, phòng khám đa khoa Hà Thành... các trạm y tế. Bình quân 11,4 giường/1.000 người.

## Trung tâm thương mại
Trên địa bàn thành phố Phúc Yên có nhiều chợ, trung tâm thương mại lớn, các showroom ô tô xe máy phục vụ nhu cầu của người dân thành phố và các địa bàn lân cận như: Mê Linh, Đông Anh, Sóc Sơn, Bình Xuyên, Yên Lạc, Phổ Yên.
Siêu thị Lan Chi Mart, Phúc Yên Mart, Phúc Yên Plaza, Thành Nghĩa, chợ Phúc Yên, chợ Đồng Xuân, TTTM Đồng Sơn, TT nội thất Tùng Chi, Siêu thị điện máy Pico, Thế giới di động, Viettel Store, FPT Shop, Điện máy xanh, Siêu thị điện máy Mediamart, Sakuko Family.....